# Tony Allen (músico)
Tony Oladipo Allen (Lagos, 20 de julio de 1940 - París, 30 de abril de 2020) fue un baterista y compositor nigeriano que residió y trabajó en París. 
Como baterista y director musical de la banda África 70 de Fela Anikulapo Kuti entre 1968 a 1979, se le considera como uno de los fundadores del género musical Afrobeat; en este contexto, Fela alguna vez señaló que: "sin Tony Allen, no existiría el Afrobeat". Adicionalmente, ha sido descrito por Brian Eno como "quizá el más grande baterista que haya vivido".
Escribió su autobiografía con el título tentativo: "Tony Allen: Master Drummer of Afrobeat" con el autor/músico Michael E. Veal, quien ya había escrito previamente una amplia biografía de Fela Kuti.

## Inicios de su carrera
Como músico autodidacta, Allen comenzó a tocar batería a la edad de dieciocho años, mientras trabajaba como ingeniero para una estación de radio nigeriana; su estilo musical fue influenciado por la música que escuchaba su padre (Jùjú, un género de música tradicional ceremonial derivado del yoruba), además del jazz estadounidense, y el surgimiento del género musical highlife en Nigeria y Ghana. 
Trabajó sistemáticamente para desarrollar un sonido único con sus percusiones, estudiando no sólo LPs y artículos de Max Roach y Art Blakey, sino que además al baterista ghanés Guy Warren (conocido actualmente como Kofi Ghanaba).
Fue contratado por el trompetista Victor Olaiya para tocar claves (bastones) en su banda de highlife denominada "the Cool Cats"; finalmente, pasa a ocupar el cargo de baterista cuando uno de los músicos fundadores deja la banda. Posteriormente, toca con Agu Norris & the Heatwaves, Nigerian Messengers y Melody Makers.

## Fela yÁfrica '70
En 1964, Fela Ransome Kuti lo invitó a audicionar para conformar una nueva banda de jazz-highlife; Kuti y Allen ya habían tocado juntos en el circuito musical de Lagos. En este contexto, Fela lanzó varios cumplidos al sonido musical único de Allen: "¿Cómo es posible que seas la única persona en Nigeria que toque así - jazz y highlife?"; así, Allen pasó a ser el miembro fundador del grupo musical de highlife-jazz de Kuti denominado "Koola Lobitos".
En 1969, en un viaje educacional algo turbulento hacia Estados Unidos, Fela y su recién renombrada banda África ’70 desarrollaron un nuevo sonido africano, mezclando los estilos heavy groove y el atractivo universal del soul con el jazz, highlife, y las plantillas de rítmica en cruz disponibles en las convenciones de la música yoruba. Allen desarrolló un nuevo estilo para complementar el nuevo groove africano de Fela, mezclando ambos géneros dispares. Recordando como Fela y él escribían en 1970, señalaba:

«Fela used to write out the parts for all the musicians in the band (Africa '70). I was the only one who originated the music I played. Fela would ask what type of rhythm I wanted to play… You can tell a good drummer because we… have four limbs… and they are… playing different things… the patterns don’t just come from Yoruba… [but] other parts of Nigeria and Africa».
«Fela solía escribir las partituras para cada uno de los músicos de la banda (África '70); yo fui el único que creaba la música que tocaba. Fela preguntaba qué tipo de ritmo yo quería tocar… [creo] que le puedes decir eso a un buen baterista porque nosotros… tenemos cuatro extremidades… y cada una… puede tocar distintas cosas… los patrones no sólo provinieron del Yoruba… [sino que también] de otras partes de Nigeria y África».
(Ewens, 1991, p. 102).

Grabó alrededor de treinta álbumes con Fela y África ’70, pudiéndose indicar a estos, como los mejores trabajos de Fela. Sin embargo, a fines de la década del 70, la discordia crecía al interior de la banda, principalmente en relación con los pagos/derechos de la música que tocaban y la necesidad de reconocimiento, la que crecía en intensidad. Como director musical e inventor de los ritmos que apuntalaron al Afrobeat, Allen se sentía especialmente ofendido, sin embargo Fela se mantenía firme, señalando que eventualmente él llegaría a obtener los derechos sobre sus canciones. En este contexto, Fela prestó apoyo en tres grabaciones de Allen como solista: Jealousy (1975), Progress (1977) y No Accommodation For Lagos (1979), sin embargo, en 1979, Allen decide dejar África ’70, llevándose consigo a varios miembros de la banda.

«What makes me decide it’s time to go? It’s … everything...and (his) carelessness....like he doesn’t care, like he doesn’t know ...he doesn’t feel he’s done anything (wrong). And with all the parasites around too.... there were 71 people on tour by now and only 30 working in the band....you got to ask why. Those guys were sapping Fela of his Force, of his Music.»
«¿Qué cosa me hizo decidir retirarme? Fue… todo… y [su] descuido… cosas como que "a él no le importa", como que "él no sabe"… "él no siente que esté haciendo algo [mal]". Y todos los parásitos que nos rodeaban… había 71 personas en las giras y sólo 30 trabajaban realmente en la banda… entonces uno llegaba a preguntarse ¿porqué?. Estas personas minaban la Fuerza y Música de Fela»
(Ewens, 1991).

En consecuencia, Tony decide apartarse, una vez más en búsqueda de su propio sonido.

## Desde el Afrobeat al Afrofunk
Después de abandonar África '70, Allen forma su propia banda, grabando No Discrimination en 1980; adicionalmente toca en Lagos hasta emigrar a Londres en 1984; posteriormente, se traslada a París, donde graba con King Sunny Ade, Ray Lema y Manu Dibango, y lanza N.E.P.A. en 1985.
Post Fela, Allen desarrolló un sonido de características híbridas, deconstruyendo y fusionando al afrobeat con la electrónica, dub, R&B, y Hip hop; Allen denomina a esta síntesis como afrofunk.
En el año 2006, volvió con un nuevo gran proyecto y que constituyó su decimotercer registro; éste, es un trabajo grabado en vivo en Lagos, con una banda de Afrobeat denominada Lagos No Shaking (Lagos is OK), significando para Allen su regreso a las pistas del género del Afrobeat después de haber incursionado en híbridos de música electrónica vanguardista. Lagos No Shaking fue lanzado el 13 de junio de 2006.

## Últimos trabajos
En 2002, apareció en el álbum recopilatorio de la Red Hot Organization (RHO) titulado Red Hot + Riot: The Music and Spirit of Fela Kuti, y que fue realizado en tributo a Fela Kuti; en particular, apareció junto a Res, Ray Lema, Baaba Maal, Positive Black Soul y Archie Shepp en el registro musical titulado "No Agreement".
En 2003, participó como percusionista en el álbum "Love Trap" de Susheela Raman, realizando diversas presentaciones en vivo junto ella.
En 2004, realizó una colaboración en el álbum de Sébastien Tellier titulado "Politics", incluyendo al popular tema "La Ritournelle".
En 2006, se unió a Damon Albarn, Paul Simonon, y Simon Tong como baterista para The Good, the Bad and the Queen, mientras que en 2007, participó en el mismo rol para dos registros del álbum "5:55" de Charlotte Gainsbourg: "5:55" y "Night-Time Intermission", en conjunto con el dúo francés Air y Jarvis Cocker de Pulp.
Realizó apariciones como percusionista en el vídeo musical del tema "Once Upon a Time" perteneciente a la banda francesa Air a fines del año 2007, mientras que participó también en los álbumes de Zap Mama llamados Supermoon (2007) y ReCreation (2009), anexando su voz en los temas "1000 Ways" y "African Diamond".
Su nuevo registro musical denominado "Secret Agent" fue lanzado en junio de 2009 por World Circuit.
Tony Allen ha influenciado a diversos artistas pertenecientes a variados géneros. En el sencillo Music Is My Radar (2000), Blur le realiza un homenaje, y en cuyo final, Damon Albarn repite la frase «Tony Allen me hizo bailar» (del inglés: «Tony Allen got me dancing»).
Uno de sus últimos trabajos lo realizó con Damon Albarn y Flea en un proyecto titulado Rocketjuice and The Moon, y que considera el lanzamiento de un álbum para 2012.

## Fallecimiento
Falleció a los setenta y nueve años el 30 de abril de 2020 en el Hospital George Pompidou de París a consecuencia de un aneurisma de aorta.

## Discografía
| Año  | Título                                                  | Artista                            | Compañía                 |
| ---- | ------------------------------------------------------- | ---------------------------------- | ------------------------ |
| 1969 | Koola Lobitos (64-68) / The 69' Los Angeles Sessions    | Fela Ransome Kuti                  | Barclay                  |
| 1970 | Fela's London Scene                                     | Fela Ransome Kuti                  | Barclay                  |
| 1971 | Live !                                                  | Fela Ransome Kuti                  | Barclay                  |
| 1971 | Open & Close                                            | Fela Ransome Kuti                  | Barclay                  |
| 1972 | Roforofo Fight                                          | Fela Ransome Kuti                  | Barclay                  |
| 1972 | Shakara                                                 | Fela Ransome Kuti                  | Barclay                  |
| 1973 | Afrodisiac                                              | Fela Ransome Kuti                  | Barclay                  |
| 1973 | Gentlemen                                               | Fela Ransome Kuti                  | Barclay                  |
| 1974 | Confusion                                               | Fela Ransome Kuti                  | Barclay                  |
| 1974 | He Miss Road                                            | Fela Ransome Kuti                  | Barclay                  |
| 1975 | Jealousy                                                | Tony Allen                         | Soundworkshop            |
| 1975 | Alagbon Close                                           | Fela Ransome Kuti                  | Barclay                  |
| 1975 | Everything Scatter                                      | Fela Ransome Kuti                  | Barclay                  |
| 1975 | Excuse O                                                | Fela Ransome Kuti                  | Barclay                  |
| 1975 | Expensive Shit                                          | Fela Ransome Kuti                  | Barclay                  |
| 1975 | Monkey Banana                                           | Fela Ransome Kuti                  | Barclay                  |
| 1975 | Noise For Vendor Mouth                                  | Fela Ransome Kuti                  | Barclay                  |
| 1976 | Ikoyi Blindness                                         | Fela Anikulapo Kuti                | Barclay                  |
| 1976 | Kalakuta Show                                           | Fela Anikulapo Kuti                | Barclay                  |
| 1976 | Na Poi                                                  | Fela Anikulapo Kuti                | Barclay                  |
| 1976 | Unnecessary Begging                                     | Fela Anikulapo Kuti                | Barclay                  |
| 1976 | Upside Down                                             | Fela Anikulapo Kuti                | Barclay                  |
| 1976 | Yellow Fever                                            | Fela Anikulapo Kuti                | Barclay                  |
| 1977 | Progress                                                | Tony Allen                         | Phonogram                |
| 1977 | Fear Not For Man                                        | Fela Anikulapo Kuti                | Barclay                  |
| 1977 | J.J.D - Live At Kalakuta Republik                       | Fela Anikulapo Kuti                | Barclay                  |
| 1977 | No Agreement                                            | Fela Anikulapo Kuti                | Barclay                  |
| 1977 | Opposite People                                         | Fela Anikulapo Kuti                | Barclay                  |
| 1977 | Sorrow Tears And Blood                                  | Fela Anikulapo Kuti                | Barclay                  |
| 1977 | Stalemate                                               | Fela Anikulapo Kuti                | Barclay                  |
| 1977 | Zombie                                                  | Fela Anikulapo Kuti                | Barclay                  |
| 1979 | No Accommodation for Lagos                              | Tony Allen                         | Phonogram                |
| 1979 | Unknown Soldier                                         | Fela Anikulapo Kuti                | Barclay                  |
| 1979 | V.I.P.                                                  | Fela Anikulapo Kuti                | Barclay                  |
| 1979 | No Discrimination                                       | Tony Allen and the Afro Messengers | Shanu Olu Records        |
| 1980 | Music Of Many Colours                                   | Fela Anikulapo Kuti / Roy Ayers    | Barclay                  |
| 1985 | Never Expect Power Always (aka N.E.P.A.)                | Tony Allen with Afrobeat 2000      | Moving Target            |
| 1986 | I Go Shout Plenty                                       | Fela Anikulapo Kuti                | Afrodisia                |
| 1998 | Ariya                                                   | Tony Allen                         | Comet                    |
| 1999 | Black Voices                                            | Tony Allen                         | Comet                    |
| 1999 | Ariya (remixes)                                         | Tony Allen                         | Comet                    |
| 1999 | The Two Sides Of Fela - Jazz & Dance                    | Fela Anikulapo Kuti                | Barclay                  |
| 1999 | Racubah! - A Collection of Modern Afro Rhythms          | Various Artists                    | Comet                    |
| 2000 | Black Voices Alternate take Featuring Mike 'clip' Payne | Tony Allen                         | Comet                    |
| 2000 | Black Voices Remixed                                    | Tony Allen                         | Comet                    |
| 2000 | Mountains Will Never Surrender                          | Doctor L                           | Jive                     |
| 2000 | The Allenko Brotherhood Ensemble Part 1                 | Various Artists                    | Comet                    |
| 2000 | The Allenko Brotherhood Ensemble Part 2                 | Various Artists                    | Comet                    |
| 2000 | The Allenko Brotherhood Ensemble Part 3                 | Various Artists                    | Comet                    |
| 2000 | Modern Answers To Old Problems                          | Ernest Ranglin                     |                          |
| 2000 | Afrobeat...No Go Die !                                  | Various Artists                    | Shanachie                |
| 2001 | The Allenko Brotherhood Ensemble                        | Various Artists                    | Comet                    |
| 2001 | The Allenko Brotherhood Ensemble Part 4                 | Various Artists                    | Comet                    |
| 2001 | The Allenko Brotherhood Ensemble Part 5                 | Various Artists                    | Comet                    |
| 2001 | The Allenko Brotherhood Ensemble Part 6                 | Various Artists                    | Comet                    |
| 2002 | Homecooking                                             | Tony Allen                         | Wrasse Records           |
| 2002 | Every Season                                            | Tony Allen                         | Comet                    |
| 2002 | Eager Hands & Restless Feet                             | Tony Allen                         | Wrasse Records           |
| 2004 | Awa Band                                                | Bababatteur                        | Ekosound                 |
| 2004 | Live                                                    | Tony Allen                         | Comet                    |
| 2006 | Lagos No Shaking                                        | Tony Allen                         | Astralwerks              |
| 2007 | The Good, The Bad & The Queen                           | The Good, The Bad & The Queen      | EMI                      |
| 2007 | 5:55                                                    | Charlotte Gainsbourg               | Because/Vice             |
| 2009 | Secret Agent                                            | Tony Allen                         | World Circuit Records    |
| 2010 | Black Voices Revisited                                  | Tony Allen                         | Planet Woo/Comet Records |
| 2012 | Rocketjuice and The Moon                                | Rocketjuice and The Moon           | Honest Jon's Records     |
| 2012 | Afrobeat Makers (Tony Allen Rythms Revisited)           | Tony Allen                         | Planet Woo/Comet Records |
| 2014 | Film Of Life                                            | Tony Allen                         | Planet Woo/Comet Records |
| 2017 | The Source                                              | Tony Allen                         | Decca Records France     |